# Illancs
Illancs a Kiskunság déli végén, a Sárköz és a Tisza-völgy között, a Bácskai-síkvidéken fekvő kistáj.

## Fekvése
Illancs déli és keleti határa a Baját Jánoshalmával és Kiskunhalassal összekötő út, nyugati és északi határa a Dunavölgyi-főcsatorna Bajától Hajósig terjedő szakasza és a Császártöltés-Kiskunhalas közötti út.

## Leírása
A terület felszíne a földtörténeti múlt, a holocén időszak alatt alakult ki: az uralkodó északnyugati irányú szelek a Duna hordalékából építették fel a homokhátság legmagasabb vonulatát. A változatos domborzatú területet későbbi tarka vegetációját az elmúlt évszázadok erdőirtása és a túllegeltetés megbontotta, hatására nagy területen alakult ki futóhomok. A 19. század második felétől itt végzett homokmegkötés a második világháborút követő erdősítésekkel fejeződött be. A telepített akácosok, erdei- és fekete-fenyvesek nemcsak a táj jellemző képét, hanem az eredeti növényvilágot is átalakították, melynek maradványai mára csak kisebb foltokban maradtak fenn.
A kistáj uralkodó széliránya északnyugat-délkelet, a terület legmagasabb pontja pedig a Rém közelében fekvő Ólom-hegy 172 méterrel, mely egyúttal a Duna-Tisza közének legmagasabb pontja is, majd a felszín enyhe lejtéssel hajlik dél felé.

## Éghajlata
Illancs éghajlata mérsékelten csapadékos, az évi átlagos csapadékmennyiség 540 mm körül van.

## Vízrajza
Illancs az 1050 km² területű Kígyós-vízrendszer északi feléhez tartozik, vízjárását a természet befolyásolja. Korábban nedvesebb időszakokban a magas talajvíz és a belvíz nehezítette a mezőgazdasági munkákat. Még az 1930-as években is voltak a buckák közötti lefolyástalan mélyedésekben főleg talajvíz táplálta tavak. Ezek a vízrendezések és a feltöltődések következtében nagyrészt eltűntek.

## Mezőgazdasága
Korábban a futóhomokos területeken szőlő- és gyümölcstermesztéssel foglalkoztak, mert e növények gyökérzete képes volt elérni a talaj nedvességét. A 20. század végének időjárási szélsőségei, az egyenlőtlenül eloszló csapadék a talajvízszint jelentős, átlagosan mintegy 6-7 méteres csökkenését okozta, ami az öntözés nélküli mezőgazdasági termelés nehezedéséhez vezetett.

## Állatvilága
Illancs területén megfigyelték a ragadozók közül a farkast (Canis lupus), és néhány éve visszatelepült az aranysakál (Canis aureus) is. A területen a ragadozók közül megtalálható a róka (Vulpes vulpes), a nyest (Martes foina) és a borz (Meles meles) is. De előfordul itt a gímszarvas (Cervus elaphus), az  őz (Capreolus capreolus), a vaddisznó (Sus scrofa), a mezei nyúl (Lepus europaeus) is.
A madarak közül itt él az egerészölyv (Buteo buteo), de gyakori a héja (Acipiter gentilis) és kisebb termetű rokona, a karvaly (Accipiter nisus), a vörös vércse, a kuvik (Athene noctau) és a gyöngybagoly (Tyto alba) is.
A borókás fehérnyárligetek faodvaiban fészkel a szalakóta (Coracias garrulus), a homokbányák falában pedig a gyurgyalag (Merops apiaster), a búbos banka (Upupa epops) is.

## Növényvilága
Illancson néhány évszázaddal ezelőtt sokféle növénytársulás létezett. A magasabb részeket egykor gyöngyvirágos tölgyesek, a homokbuckák mentét ligetes pusztai tölgyesek és fehérnyárasok jellemezték. Előbbi fő fája a kocsányos tölgy (Quercus robur) fajgazdag cserje- és gyepszinttel. Napjainkra ezen erdők csak néhány foltban maradtak fenn, mint például a Kunfehértó melletti 120 hektáros védett erdő, amelyben kocsányos tölgyből már csak csoportok és hagyásfák találhatók, a faállomány zöme fehér akác (Robinia pseudo-acacia).
A terület kiemelkedő értéke a páfrányfélék családjába tartozó nagyméretű virginiai holdruta (Botrychium virginianum), a növénynek ez az egyetlen hazai termőhelye. További maradvány a mintegy két hektár területű és helyi védettséget élvező Érsekcsanád melletti tölgyes, amelynek évszázados fái átmenetek a gyöngyvirágos és a pusztai tölgyesek között.
Illancs legnagyobb védett területe a Kéleshalmi Homokbuckák Természetvédelmi Terület, amely tulajdonképpen egy felhagyott homoki legelő, melyen a homokpuszta- és gyeptakaró társulások sajátos egyvelege alakult ki, tájképformálóak az előzőekben említett borókás-galagonyás fehérnyárasok is.
Helyi védettségű terület a Borota melletti Csókás-erdő, mely idős nyárfáival számos madárfajnak kínál fészkelési lehetőséget. Hasonló védettségű Hajós határának déli részén a Pulykási-erdő matuzsálemi korú fekete nyárfáival (Populus nigra), illetve másik jelentős értékével, a fekete kökörcsinnel (Pulsatilla pratensis).
A tájat egykor jellemző erdők helyét ma már nagyrészt a telepített akácosok, erdei- és feketefenyvesek (Pinus sylvestris és Pinus nigra) foglalják el.